# Liste der Nummer-eins-Hits in den britischen Charts (2011)
Dies ist eine Liste der Nummer-eins-Hits in den britischen Charts im Jahr 2011. Sie basiert auf den Official Singles Chart Top 100 und den Albums Chart Top 100, die von der Official Charts Company ermittelt werden. Es gab in diesem Jahr 31 Nummer-eins-Singles und 25 Nummer-eins-Alben.

## Singles
| ← 2010 ← | Liste der Nummer-eins-Hits in den britischen Charts | Liste der Nummer-eins-Hits in den britischen Charts | Liste der Nummer-eins-Hits in den britischen Charts | 2012 →                    |
| \| Zeitraum \| Wo. ges. \| Interpret \| Titel Autor(en) \| Zusätzliche Informationen \| \| (Zeitraum, Wochen auf Platz eins, Interpret, Titel, Autor[en], zusätzliche Informationen) \| \| \| \| \| \| ----------------------------------------------------------------------------------------- \| -------- \| ------------------------------------------------- \| ---------------------------------------------------------------------------------------------------------------------------------------------------------------------------------- \| ------------------------- \| \| 19. Dezember 2010 – 8. Januar 2011 3 Wochen \| 3 \| Matt Cardle \| When We Collide Simon Alexander Neil \| – \| \| 9. Januar 2011 – 15. Januar 2011 1 Woche \| 1 \| Rihanna feat. Drake \| What’s My Name? Mikkel Storleer Eriksen, Tor Erik Hermansen, Ester Dean, Traci Colleen Hale, Aubrey Graham \| – \| \| 16. Januar 2011 – 29. Januar 2011 2 Wochen \| 2 \| Bruno Mars \| Grenade Claude Kelly, Peter Gene Hernandez, Christopher Steven Brown, Philip Martin Lawrence II, Ari Levine, Andrew Wyatt \| – \| \| 30. Januar 2011 – 5. Februar 2011 1 Woche \| 1 \| Kesha \| We R Who We R Jacob Kasher Hindlin, Lukasz Gottwald, Benjamin Joseph Levin, Kesha Sebert, Joshua Emanuel Coleman \| – \| \| 6. Februar 2011 – 19. Februar 2011 2 Wochen \| 2 \| Jessie J feat. B.o.B \| Price Tag Lukasz Gottwald, Jessica Ellen Cornish, Claude Kelly, Bobby Ray Simmons Jr. \| – \| \| 20. Februar 2011 – 19. März 2011 4 Wochen (insgesamt 5) \| 5 \| Adele \| Someone like You Adele Laurie Blue Adkins, Daniel D. Wilson \| – \| \| 20. März 2011 – 26. März 2011 1 Woche \| 1 \| Nicole Scherzinger \| Don’t Hold Your Breath Billy Steinberg, Joshua Alexander Berman, Toby Gad \| – \| \| 27. März 2011 – 2. April 2011 1 Woche (insgesamt 5) \| 5 \| Adele \| Someone like You Adele Laurie Blue Adkins, Daniel D. Wilson \| – \| \| 3. April 2011 – 16. April 2011 2 Wochen \| 2 \| Jennifer Lopez feat. Pitbull \| On the Floor Armando Christian Perez, Nadir Khayat, Gonzalo Hermosa Gonzáles, Ulises Hermosa Gonzáles, Kinda Vivianne Hamid, Bilal Hajji, Achraf Jannusi, Geraldo Jacop Sandell \| – \| \| 17. April 2011 – 14. Mai 2011 4 Wochen \| 4 \| LMFAO feat. Lauren Bennett & GoonRock \| Party Rock Anthem Stefan Kendal Gordy, Skyler Husten Gordy, David Jamahl Listenbee, Peter Henry Schroeder III \| – \| \| 15. Mai 2011 – 21. Mai 2011 1 Woche \| 1 \| Bruno Mars \| The Lazy Song Philip Martin Lawrence II, Ari Levine, Peter Gene Hernandez, Keinan Abdi Warsame \| – \| \| 22. Mai 2011 – 11. Juni 2011 3 Wochen \| 3 \| Pitbull feat. Ne-Yo, Afrojack & Nayer \| Give Me Everything Nick van de Wall, Armando Christian Pérez, Shaffer Smith \| – \| \| 12. Juni 2011 – 25. Juni 2011 2 Wochen \| 2 \| Example \| Changed the Way You Kiss Me Michael Anthony Woods, Elliot John Gleave \| – \| \| 26. Juni 2011 – 9. Juli 2011 2 Wochen \| 2 \| Jason Derulo \| Don’t Wanna Go Home Jason Joel Desrouleaux, David Anthony Delazyn, Chaz William Mishan, Irving Burgie, Allen George, Fred Craig McFarlane, William A. Attaway, Sten Olof Hallström \| – \| \| 10. Juli 2011 – 16. Juli 2011 1 Woche \| 1 \| DJ Fresh feat. Sian Evans \| Louder Sian Powell, Daniel Stein \| – \| \| 17. Juli 2011 – 30. Juli 2011 2 Wochen \| 2 \| The Wanted \| Glad You Came Edward James Drewett, Wayne Anthony Hector, Steven McCutcheon \| – \| \| 31. Juli 2011 – 6. August 2011 1 Woche \| 1 \| JLS feat. Dev \| She Makes Me Wanna Novel Naofel Jannusi, Geraldo Jacop Sandell, Jimmy Thörnfeldt, Oritsé Jolomi Williams, Aston Iain Merrygold, Devin Star Tailes \| – \| \| 7. August 2011 – 13. August 2011 1 Woche \| 1 \| Cher Lloyd \| Swagger Jagger Autumn Rowe, Andrew Harr, Jermaine Jerrel Jackson, Andre Davidson, Marcus Duran Lomax, Clarence Bernard Coffee, Cher Lloyd \| – \| \| 14. August 2011 – 20. August 2011 1 Woche \| 1 \| Nero \| Promises Joseph Anthony Ray, Daniel Stephens, Alana Marie Watson \| – \| \| 21. August 2011 – 27. August 2011 1 Woche \| 1 \| Wretch 32 feat. Josh Kumra \| Don’t Go Rachel Emily Moulden, Paul Heard, Josh Kumra, Jermaine Jason St. Claire Scott \| – \| \| 28. August 2011 – 3. September 2011 1 Woche \| 1 \| Olly Murs feat. Rizzle Kicks \| Heart Skips a Beat James Christopher Eliot, Alex James Smith, Samuel Dylan Murray Preston, Harley Sylvester Alexander-Sule, Jordan Stephens \| – \| \| 4. September 2011 – 10. September 2011 1 Woche \| 1 \| Example \| Stay Awake Daniel Stephens, Joseph Anthony Ray, Elliot John Gleave \| – \| \| 11. September 2011 – 17. September 2011 1 Woche \| 1 \| Pixie Lott \| All About Tonight Brian J. Kidd, Thomas Lee James, Tebey Ottoh \| – \| \| 18. September 2011 – 24. September 2011 1 Woche \| 1 \| One Direction \| What Makes You Beautiful Savan Harish Kotecha, Carl Anthony Falk, Rami Yacoub \| – \| \| 25. September 2011 – 1. Oktober 2011 1 Woche \| 1 \| Dappy \| No Regrets Ayak Thiik, Costadinos Contostavlos, Thomas Andrew Searle Barnes, Peter Norman Cullen Kelleher, Benjamin Alexander Kohn \| – \| \| 2. Oktober 2011 – 8. Oktober 2011 1 Woche \| 1 \| Sak Noel \| Loca People (What the F**k!) Isaac Mahmood Noell \| – \| \| 9. Oktober 2011 – 29. Oktober 2011 3 Wochen (insgesamt 6) \| 6 \| Rihanna feat. Calvin Harris \| We Found Love Calvin Harris \| – \| \| 30. Oktober 2011 – 12. November 2011 2 Wochen \| 2 \| Professor Green feat. Emeli Sandé \| Read All About It Iain James, Thomas Andrew Searle Barnes, Peter Norman Cullen Kelleher, Benjamin Alexander Kohn, Stephen Paul Manderson \| – \| \| 13. November 2011 – 3. Dezember 2011 3 Wochen (insgesamt 6) \| 6 \| Rihanna feat. Calvin Harris \| We Found Love Calvin Harris \| – \| \| 4. Dezember 2011 – 10. Dezember 2011 1 Woche \| 1 \| X Factor Finalists 2011 feat. JLS & One Direction \| Wishing on a Star Billie Rae Calvin \| – \| \| 11. Dezember 2011 – 17. Dezember 2011 1 Woche \| 1 \| Olly Murs \| Dance with Me Tonight Oliver Stanley Murs, Claude Kelly, Stephen Paul Robson \| – \| \| 18. Dezember 2011 – 24. Dezember 2011 1 Woche \| 1 \| Little Mix \| Cannonball Damien George Rice \| – \| \| 25. Dezember 2011 – 31. Dezember 2011 1 Woche \| 1 \| Military Wives with Gareth Malone \| Wherever You Are Paul Mealor \| – \| |                                                     |                                                     | |                           |
| ← 2010 |                                                     |                                                     | | → 2012 →                  |
| Zeitraum | Wo. ges.                                            | Interpret                                           | Titel Autor(en) | Zusätzliche Informationen |
| (Zeitraum, Wochen auf Platz eins, Interpret, Titel, Autor[en], zusätzliche Informationen) |                                                     |                                                     | |                           |
| 19. Dezember 2010 – 8. Januar 2011 3 Wochen | 3                                                   | Matt Cardle                                         | When We Collide Simon Alexander Neil | –                         |
| 9. Januar 2011 – 15. Januar 2011 1 Woche | 1                                                   | Rihanna feat. Drake                                 | What’s My Name? Mikkel Storleer Eriksen, Tor Erik Hermansen, Ester Dean, Traci Colleen Hale, Aubrey Graham                                                                         | –                         |
| 16. Januar 2011 – 29. Januar 2011 2 Wochen | 2                                                   | Bruno Mars                                          | Grenade Claude Kelly, Peter Gene Hernandez, Christopher Steven Brown, Philip Martin Lawrence II, Ari Levine, Andrew Wyatt                                                          | –                         |
| 30. Januar 2011 – 5. Februar 2011 1 Woche | 1                                                   | Kesha                                               | We R Who We R Jacob Kasher Hindlin, Lukasz Gottwald, Benjamin Joseph Levin, Kesha Sebert, Joshua Emanuel Coleman                                                                   | –                         |
| 6. Februar 2011 – 19. Februar 2011 2 Wochen | 2                                                   | Jessie J feat. B.o.B                                | Price Tag Lukasz Gottwald, Jessica Ellen Cornish, Claude Kelly, Bobby Ray Simmons Jr.                                                                                              | –                         |
| 20. Februar 2011 – 19. März 2011 4 Wochen (insgesamt 5) | 5                                                   | Adele                                               | Someone like You Adele Laurie Blue Adkins, Daniel D. Wilson | –                         |
| 20. März 2011 – 26. März 2011 1 Woche | 1                                                   | Nicole Scherzinger                                  | Don’t Hold Your Breath Billy Steinberg, Joshua Alexander Berman, Toby Gad | –                         |
| 27. März 2011 – 2. April 2011 1 Woche (insgesamt 5) | 5                                                   | Adele                                               | Someone like You Adele Laurie Blue Adkins, Daniel D. Wilson | –                         |
| 3. April 2011 – 16. April 2011 2 Wochen | 2                                                   | Jennifer Lopez feat. Pitbull                        | On the Floor Armando Christian Perez, Nadir Khayat, Gonzalo Hermosa Gonzáles, Ulises Hermosa Gonzáles, Kinda Vivianne Hamid, Bilal Hajji, Achraf Jannusi, Geraldo Jacop Sandell    | –                         |
| 17. April 2011 – 14. Mai 2011 4 Wochen | 4                                                   | LMFAO feat. Lauren Bennett & GoonRock               | Party Rock Anthem Stefan Kendal Gordy, Skyler Husten Gordy, David Jamahl Listenbee, Peter Henry Schroeder III                                                                      | –                         |
| 15. Mai 2011 – 21. Mai 2011 1 Woche | 1                                                   | Bruno Mars                                          | The Lazy Song Philip Martin Lawrence II, Ari Levine, Peter Gene Hernandez, Keinan Abdi Warsame                                                                                     | –                         |
| 22. Mai 2011 – 11. Juni 2011 3 Wochen | 3                                                   | Pitbull feat. Ne-Yo, Afrojack & Nayer               | Give Me Everything Nick van de Wall, Armando Christian Pérez, Shaffer Smith | –                         |
| 12. Juni 2011 – 25. Juni 2011 2 Wochen | 2                                                   | Example                                             | Changed the Way You Kiss Me Michael Anthony Woods, Elliot John Gleave | –                         |
| 26. Juni 2011 – 9. Juli 2011 2 Wochen | 2                                                   | Jason Derulo                                        | Don’t Wanna Go Home Jason Joel Desrouleaux, David Anthony Delazyn, Chaz William Mishan, Irving Burgie, Allen George, Fred Craig McFarlane, William A. Attaway, Sten Olof Hallström | –                         |
| 10. Juli 2011 – 16. Juli 2011 1 Woche | 1                                                   | DJ Fresh feat. Sian Evans                           | Louder Sian Powell, Daniel Stein | –                         |
| 17. Juli 2011 – 30. Juli 2011 2 Wochen | 2                                                   | The Wanted                                          | Glad You Came Edward James Drewett, Wayne Anthony Hector, Steven McCutcheon | –                         |
| 31. Juli 2011 – 6. August 2011 1 Woche | 1                                                   | JLS feat. Dev                                       | She Makes Me Wanna Novel Naofel Jannusi, Geraldo Jacop Sandell, Jimmy Thörnfeldt, Oritsé Jolomi Williams, Aston Iain Merrygold, Devin Star Tailes                                  | –                         |
| 7. August 2011 – 13. August 2011 1 Woche | 1                                                   | Cher Lloyd                                          | Swagger Jagger Autumn Rowe, Andrew Harr, Jermaine Jerrel Jackson, Andre Davidson, Marcus Duran Lomax, Clarence Bernard Coffee, Cher Lloyd                                          | –                         |
| 14. August 2011 – 20. August 2011 1 Woche | 1                                                   | Nero                                                | Promises Joseph Anthony Ray, Daniel Stephens, Alana Marie Watson | –                         |
| 21. August 2011 – 27. August 2011 1 Woche | 1                                                   | Wretch 32 feat. Josh Kumra                          | Don’t Go Rachel Emily Moulden, Paul Heard, Josh Kumra, Jermaine Jason St. Claire Scott                                                                                             | –                         |
| 28. August 2011 – 3. September 2011 1 Woche | 1                                                   | Olly Murs feat. Rizzle Kicks                        | Heart Skips a Beat James Christopher Eliot, Alex James Smith, Samuel Dylan Murray Preston, Harley Sylvester Alexander-Sule, Jordan Stephens                                        | –                         |
| 4. September 2011 – 10. September 2011 1 Woche | 1                                                   | Example                                             | Stay Awake Daniel Stephens, Joseph Anthony Ray, Elliot John Gleave | –                         |
| 11. September 2011 – 17. September 2011 1 Woche | 1                                                   | Pixie Lott                                          | All About Tonight Brian J. Kidd, Thomas Lee James, Tebey Ottoh | –                         |
| 18. September 2011 – 24. September 2011 1 Woche | 1                                                   | One Direction                                       | What Makes You Beautiful Savan Harish Kotecha, Carl Anthony Falk, Rami Yacoub | –                         |
| 25. September 2011 – 1. Oktober 2011 1 Woche | 1                                                   | Dappy                                               | No Regrets Ayak Thiik, Costadinos Contostavlos, Thomas Andrew Searle Barnes, Peter Norman Cullen Kelleher, Benjamin Alexander Kohn                                                 | –                         |
| 2. Oktober 2011 – 8. Oktober 2011 1 Woche | 1                                                   | Sak Noel                                            | Loca People (What the F**k!) Isaac Mahmood Noell | –                         |
| 9. Oktober 2011 – 29. Oktober 2011 3 Wochen (insgesamt 6) | 6                                                   | Rihanna feat. Calvin Harris                         | We Found Love Calvin Harris | –                         |
| 30. Oktober 2011 – 12. November 2011 2 Wochen | 2                                                   | Professor Green feat. Emeli Sandé                   | Read All About It Iain James, Thomas Andrew Searle Barnes, Peter Norman Cullen Kelleher, Benjamin Alexander Kohn, Stephen Paul Manderson                                           | –                         |
| 13. November 2011 – 3. Dezember 2011 3 Wochen (insgesamt 6) | 6                                                   | Rihanna feat. Calvin Harris                         | We Found Love Calvin Harris | –                         |
| 4. Dezember 2011 – 10. Dezember 2011 1 Woche | 1                                                   | X Factor Finalists 2011 feat. JLS & One Direction   | Wishing on a Star Billie Rae Calvin | –                         |
| 11. Dezember 2011 – 17. Dezember 2011 1 Woche | 1                                                   | Olly Murs                                           | Dance with Me Tonight Oliver Stanley Murs, Claude Kelly, Stephen Paul Robson | –                         |
| 18. Dezember 2011 – 24. Dezember 2011 1 Woche | 1                                                   | Little Mix                                          | Cannonball Damien George Rice | –                         |
| 25. Dezember 2011 – 31. Dezember 2011 1 Woche | 1                                                   | Military Wives with Gareth Malone                   | Wherever You Are Paul Mealor | –                         |

## Alben
| ← 2010 ← | Liste der Nummer-eins-Hits in den britischen Charts | Liste der Nummer-eins-Hits in den britischen Charts | Liste der Nummer-eins-Hits in den britischen Charts | 2012 →                    |
| \| Zeitraum \| Wo. ges. \| Interpret \| Titel \| Zusätzliche Informationen \| \| (Zeitraum, Wochen auf Platz eins, Interpret, Titel, zusätzliche Informationen) \| \| \| \| \| \| ------------------------------------------------------------------------------ \| -------- \| ---------------------------------- \| ---------------------------------- \| ------------------------- \| \| 21. November 2010 – 1. Januar 2011 6 Wochen (insgesamt 7) \| 7 \| Take That \| Progress \| – \| \| 2. Januar 2011 – 22. Januar 2011 3 Wochen \| 3 \| Rihanna \| Loud \| – \| \| 23. Januar 2011 – 29. Januar 2011 1 Woche (insgesamt 2) \| 2 \| Bruno Mars \| Doo-Wops & Hooligans \| – \| \| 30. Januar 2011 – 16. April 2011 11 Wochen (insgesamt 23) \| 23 \| Adele \| 21 \| – \| \| 17. April 2011 – 23. April 2011 1 Woche \| 1 \| Foo Fighters \| Wasting Light \| – \| \| 24. April 2011 – 28. Mai 2011 5 Wochen (insgesamt 23) \| 23 \| Adele \| 21 \| – \| \| 29. Mai 2011 – 11. Juni 2011 2 Wochen (insgesamt 3) \| 3 \| Lady Gaga \| Born This Way \| – \| \| 12. Juni 2011 – 18. Juni 2011 1 Woche \| 1 \| Arctic Monkeys \| Suck It and See \| – \| \| 19. Juni 2011 – 25. Juni 2011 1 Woche (insgesamt 7) \| 7 \| Take That \| Progress \| – \| \| 26. Juni 2011 – 2. Juli 2011 1 Woche (insgesamt 3) \| 3 \| Lady Gaga \| Born This Way \| – \| \| 3. Juli 2011 – 16. Juli 2011 2 Wochen \| 2 \| Beyoncé \| 4 \| – \| \| 17. Juli 2011 – 30. Juli 2011 2 Wochen (insgesamt 23) \| 23 \| Adele \| 21 \| – \| \| 31. Juli 2011 – 20. August 2011 3 Wochen (insgesamt 6) \| 6 \| Amy Winehouse \| Back to Black \| – \| \| 21. August 2011 – 27. August 2011 1 Woche \| 1 \| Nero \| Welcome Reality \| – \| \| 28. August 2011 – 3. September 2011 1 Woche \| 1 \| Will Young \| Echoes \| – \| \| 4. September 2011 – 10. September 2011 1 Woche \| 1 \| Red Hot Chili Peppers \| I’m with You \| – \| \| 11. September 2011 – 17. September 2011 1 Woche \| 1 \| Example \| Playing in the Shadows \| – \| \| 18. September 2011 – 24. September 2011 1 Woche (insgesamt 3) \| 3 \| Ed Sheeran \| + \| – \| \| 25. September 2011 – 1. Oktober 2011 1 Woche \| 1 \| Kasabian \| Velociraptor! \| – \| \| 2. Oktober 2011 – 15. Oktober 2011 2 Wochen \| 2 \| James Morrison \| The Awakening \| – \| \| 16. Oktober 2011 – 22. Oktober 2011 1 Woche \| 1 \| Steps \| The Ultimate Collection \| – \| \| 23. Oktober 2011 – 29. Oktober 2011 1 Woche \| 1 \| Noel Gallagher’s High Flying Birds \| Noel Gallagher’s High Flying Birds \| – \| \| 30. Oktober 2011 – 5. November 2011 1 Woche \| 1 \| Coldplay \| Mylo Xyloto \| – \| \| 6. November 2011 – 12. November 2011 1 Woche \| 1 \| Florence + the Machine \| Ceremonials \| – \| \| 13. November 2011 – 19. November 2011 1 Woche \| 1 \| Susan Boyle \| Someone to Watch over Me \| – \| \| 20. November 2011 – 26. November 2011 1 Woche (insgesamt 7) \| 7 \| Michael Bublé \| Christmas \| – \| \| 27. November 2011 – 3. Dezember 2011 1 Woche (insgesamt 2) \| 2 \| Rihanna \| Talk That Talk \| – \| \| 4. Dezember 2011 – 10. Dezember 2011 1 Woche \| 1 \| Olly Murs \| In Case You Didn’t Know \| – \| \| 11. Dezember 2011 – 17. Dezember 2011 1 Woche \| 1 \| Amy Winehouse \| Lioness: Hidden Treasures \| – \| \| 18. Dezember 2011 – 31. Dezember 2011 2 Wochen (insgesamt 7) \| 7 \| Michael Bublé \| Christmas \| – \| |                                                     |                                                     |                                                     |                           |
| ← 2010 |                                                     |                                                     |                                                     | → 2012 →                  |
| Zeitraum | Wo. ges.                                            | Interpret                                           | Titel                                               | Zusätzliche Informationen |
| (Zeitraum, Wochen auf Platz eins, Interpret, Titel, zusätzliche Informationen) |                                                     |                                                     |                                                     |                           |
| 21. November 2010 – 1. Januar 2011 6 Wochen (insgesamt 7) | 7                                                   | Take That                                           | Progress                                            | –                         |
| 2. Januar 2011 – 22. Januar 2011 3 Wochen | 3                                                   | Rihanna                                             | Loud                                                | –                         |
| 23. Januar 2011 – 29. Januar 2011 1 Woche (insgesamt 2) | 2                                                   | Bruno Mars                                          | Doo-Wops & Hooligans                                | –                         |
| 30. Januar 2011 – 16. April 2011 11 Wochen (insgesamt 23) | 23                                                  | Adele                                               | 21                                                  | –                         |
| 17. April 2011 – 23. April 2011 1 Woche | 1                                                   | Foo Fighters                                        | Wasting Light                                       | –                         |
| 24. April 2011 – 28. Mai 2011 5 Wochen (insgesamt 23) | 23                                                  | Adele                                               | 21                                                  | –                         |
| 29. Mai 2011 – 11. Juni 2011 2 Wochen (insgesamt 3) | 3                                                   | Lady Gaga                                           | Born This Way                                       | –                         |
| 12. Juni 2011 – 18. Juni 2011 1 Woche | 1                                                   | Arctic Monkeys                                      | Suck It and See                                     | –                         |
| 19. Juni 2011 – 25. Juni 2011 1 Woche (insgesamt 7) | 7                                                   | Take That                                           | Progress                                            | –                         |
| 26. Juni 2011 – 2. Juli 2011 1 Woche (insgesamt 3) | 3                                                   | Lady Gaga                                           | Born This Way                                       | –                         |
| 3. Juli 2011 – 16. Juli 2011 2 Wochen | 2                                                   | Beyoncé                                             | 4                                                   | –                         |
| 17. Juli 2011 – 30. Juli 2011 2 Wochen (insgesamt 23) | 23                                                  | Adele                                               | 21                                                  | –                         |
| 31. Juli 2011 – 20. August 2011 3 Wochen (insgesamt 6) | 6                                                   | Amy Winehouse                                       | Back to Black                                       | –                         |
| 21. August 2011 – 27. August 2011 1 Woche | 1                                                   | Nero                                                | Welcome Reality                                     | –                         |
| 28. August 2011 – 3. September 2011 1 Woche | 1                                                   | Will Young                                          | Echoes                                              | –                         |
| 4. September 2011 – 10. September 2011 1 Woche | 1                                                   | Red Hot Chili Peppers                               | I’m with You                                        | –                         |
| 11. September 2011 – 17. September 2011 1 Woche | 1                                                   | Example                                             | Playing in the Shadows                              | –                         |
| 18. September 2011 – 24. September 2011 1 Woche (insgesamt 3) | 3                                                   | Ed Sheeran                                          | +                                                   | –                         |
| 25. September 2011 – 1. Oktober 2011 1 Woche | 1                                                   | Kasabian                                            | Velociraptor!                                       | –                         |
| 2. Oktober 2011 – 15. Oktober 2011 2 Wochen | 2                                                   | James Morrison                                      | The Awakening                                       | –                         |
| 16. Oktober 2011 – 22. Oktober 2011 1 Woche | 1                                                   | Steps                                               | The Ultimate Collection                             | –                         |
| 23. Oktober 2011 – 29. Oktober 2011 1 Woche | 1                                                   | Noel Gallagher’s High Flying Birds                  | Noel Gallagher’s High Flying Birds                  | –                         |
| 30. Oktober 2011 – 5. November 2011 1 Woche | 1                                                   | Coldplay                                            | Mylo Xyloto                                         | –                         |
| 6. November 2011 – 12. November 2011 1 Woche | 1                                                   | Florence + the Machine                              | Ceremonials                                         | –                         |
| 13. November 2011 – 19. November 2011 1 Woche | 1                                                   | Susan Boyle                                         | Someone to Watch over Me                            | –                         |
| 20. November 2011 – 26. November 2011 1 Woche (insgesamt 7) | 7                                                   | Michael Bublé                                       | Christmas                                           | –                         |
| 27. November 2011 – 3. Dezember 2011 1 Woche (insgesamt 2) | 2                                                   | Rihanna                                             | Talk That Talk                                      | –                         |
| 4. Dezember 2011 – 10. Dezember 2011 1 Woche | 1                                                   | Olly Murs                                           | In Case You Didn’t Know                             | –                         |
| 11. Dezember 2011 – 17. Dezember 2011 1 Woche | 1                                                   | Amy Winehouse                                       | Lioness: Hidden Treasures                           | –                         |
| 18. Dezember 2011 – 31. Dezember 2011 2 Wochen (insgesamt 7) | 7                                                   | Michael Bublé                                       | Christmas                                           | –                         |

Die Angaben basieren auf den offiziellen Verkaufshitparaden der Official UK Charts Company für das Vereinigte Königreich. Die Datumsangaben beziehen sich auf das Gültigkeitsdatum der Charts, also jeweils die auf die Verkaufswoche folgende Woche.

## Jahreshitparaden
| ← 2010 ← | Liste der Nummer-eins-Hits in den britischen Charts | Liste der Nummer-eins-Hits in den britischen Charts | Liste der Nummer-eins-Hits in den britischen Charts | 2012 →   |
| \| Singles \| Position# \| Alben \| \| ------------------------------------------------------------------------------------------------------------------------------------------------------------------------------------------------------------ \| --------- \| ------------------------------- \| \| Someone like You Adele Adele Laurie Blue Adkins, Daniel D. Wilson \| 1 \| 21 Adele \| \| Moves Like Jagger Maroon 5 feat. Christina Aguilera Benjamin Joseph Levin, Ammar Malik, Karl Johan Schuster, Adam Noah Levine \| 2 \| Christmas Michael Bublé \| \| Party Rock Anthem LMFAO feat. Lauren Bennett & GoonRock Stefan Kendal Gordy, Skyler Husten Gordy, David Jamahl Listenbee, Peter Henry Schroeder III \| 3 \| Doo-Wops & Hooligans Bruno Mars \| \| Price Tag Jessie J feat. B.o.B Lukasz Gottwald, Jessica Ellen Cornish, Claude Kelly, Bobby Ray Simmons Jr. \| 4 \| 19 Adele \| \| We Found Love Rihanna feat. Calvin Harris \| 5 \| Mylo Xyloto Coldplay \| \| Give Me Everything Pitbull feat. Ne-Yo, Afrojack & Nayer Nick van de Wall, Armando Christian Pérez, Shaffer Smith \| 6 \| Loud Rihanna \| \| Grenade Bruno Mars Claude Kelly, Peter Gene Hernandez, Christopher Steven Brown, Philip Martin Lawrence II, Ari Levine, Andrew Wyatt \| 7 \| Born This Way Lady Gaga \| \| The A Team Ed Sheeran Edward Christopher Sheeran \| 8 \| Who You Are Jessie J \| \| Rolling in the Deep Adele Paul Richard Epworth, Adele Laurie Blue Adkins \| 9 \| + Ed Sheeran \| \| On the Floor Jennifer Lopez feat. Pitbull Armando Christian Perez, Nadir Khayat, Gonzalo Hermosa Gonzáles, Ulises Hermosa Gonzáles, Kinda Vivianne Hamid, Bilal Hajji, Achraf Jannusi, Geraldo Jacop Sandell \| 10 \| Talk That Talk Rihanna \| |                                                     |                                                     |                                                     |          |
| ← 2010 |                                                     |                                                     |                                                     | → 2012 → |
| Singles | Position#                                           | Alben                                               |                                                     |          |
| Someone like You Adele Adele Laurie Blue Adkins, Daniel D. Wilson | 1                                                   | 21 Adele                                            |                                                     |          |
| Moves Like Jagger Maroon 5 feat. Christina Aguilera Benjamin Joseph Levin, Ammar Malik, Karl Johan Schuster, Adam Noah Levine | 2                                                   | Christmas Michael Bublé                             |                                                     |          |
| Party Rock Anthem LMFAO feat. Lauren Bennett & GoonRock Stefan Kendal Gordy, Skyler Husten Gordy, David Jamahl Listenbee, Peter Henry Schroeder III | 3                                                   | Doo-Wops & Hooligans Bruno Mars                     |                                                     |          |
| Price Tag Jessie J feat. B.o.B Lukasz Gottwald, Jessica Ellen Cornish, Claude Kelly, Bobby Ray Simmons Jr. | 4                                                   | 19 Adele                                            |                                                     |          |
| We Found Love Rihanna feat. Calvin Harris | 5                                                   | Mylo Xyloto Coldplay                                |                                                     |          |
| Give Me Everything Pitbull feat. Ne-Yo, Afrojack & Nayer Nick van de Wall, Armando Christian Pérez, Shaffer Smith | 6                                                   | Loud Rihanna                                        |                                                     |          |
| Grenade Bruno Mars Claude Kelly, Peter Gene Hernandez, Christopher Steven Brown, Philip Martin Lawrence II, Ari Levine, Andrew Wyatt | 7                                                   | Born This Way Lady Gaga                             |                                                     |          |
| The A Team Ed Sheeran Edward Christopher Sheeran | 8                                                   | Who You Are Jessie J                                |                                                     |          |
| Rolling in the Deep Adele Paul Richard Epworth, Adele Laurie Blue Adkins | 9                                                   | + Ed Sheeran                                        |                                                     |          |
| On the Floor Jennifer Lopez feat. Pitbull Armando Christian Perez, Nadir Khayat, Gonzalo Hermosa Gonzáles, Ulises Hermosa Gonzáles, Kinda Vivianne Hamid, Bilal Hajji, Achraf Jannusi, Geraldo Jacop Sandell | 10                                                  | Talk That Talk Rihanna                              |                                                     |          |